# Ixyophora
Ixyophora is een geslacht van orchideeën uit de onderfamilie Epidendroideae, afgesplitst van Chondrorhyncha en nauw verwant aan Chaubardiella.
Het zijn kleine epifytische planten uit de tropische montane regenwouden van Colombia, Ecuador en Peru.

## Naamgeving en etymologie
- Synoniemen: Chondrorhyncha Lindl. (1846)

De botanische naam Ixyophora is afkomstig van het Oudgriekse ἰξύς, ixus (taille) en phoreus (drager), naar de slanke 'taille' van het stipum.

## Kenmerken
Ixyophora-soorten zijn kleine epifytische planten met een sympodiale groei, zonder pseudobulben, oppervlakking lijkend op Warczewiczella, met donkergroene, omgekeerd lancetvormig bladeren, die naar beneden toe puntig toelopen, en een afstaande of afhangende bloeistengel.
De bloemen zijn geresupineerd, geel of groen gekleurd, met een buisvormige bloemlip die het gynostemium niet omsluit. De callus is vlak, bedekt de basale helft van de lip tot op zijwanden, en bezit twee longitudonale lamellen. Het gynostemium is kegelvormig, breed uitlopend naar de stempel, en draagt vier pollinia in twee ongelijke paren.
De bloemen verschillen van die van Chondrorhyncha en Warczewiczella door de vorm van het stipum, waarmee de pollinia zijn vastgehecht aan het viscidium, en dat in het midden is ingesnoerd.

## Taxonomie
Ixyophora werd in 2005 beschreven door Robert Dressler. Het werd afgescheiden van Chondrorhyncha op basis van DNA-onderzoek door Whitten en anderen.
Het geslacht omvat drie soorten. De typesoort is Ixyophora viridisepala.

### Soorten
- Ixyophora aurantiaca (Senghas & Gerlach) Dressler (2005) (= Chondrorhyncha aurantiaca Senghas & Gerlach (1991))
- Ixyophora carinata (Ortiz) Dressler (2005) (= Chondrorhyncha carinata Ortiz (1994))
- Ixyophora viridisepala (Senghas) Dressler (2005) (= Chondrorhyncha viridisepala Senghas (1989))